# Ty Smith
Ty Smith (né le 24 mars 2000 à Lloydminster dans la province de la Saskatchewan au Canada) est un joueur canadien de hockey sur glace. Il évolue au poste de défenseur.

## Biographie
Smith a été repêché au 1er rang au total par les Chiefs de Spokane lors du repêchage 2015 de la LHOu. En 2017-2018, il connaît une véritable éclosion avec les Chiefs alors qu'il établit un record d'équipe pour le plus de points par un défenseur dans un match. Il est également nommé joueur étudiant de l'année dans la LHOu. 
Éligible au repêchage d'entrée dans la LNH 2018, il est sélectionné en 1er ronde, 17e au total, par les Devils du New Jersey. Le 20 août 2018, il signe son premier contrat professionnel de 3 ans avec les Devils.
Le 16 juillet 2022, il est échangé aux Penguins de Pittsburgh avec un choix de 3e ronde en 2023 en retour de John Marino.

## Statistiques

### En club
| Saison     | Équipe                            | Ligue      |     | Saison régulière | Saison régulière | Saison régulière | Saison régulière | Saison régulière |   | Séries éliminatoires | Séries éliminatoires | Séries éliminatoires | Séries éliminatoires | Séries éliminatoires |
| Saison     | Équipe                            | Ligue      | PJ  | B                | A                | Pts              | Pun              | PJ               | B | A                    | Pts                  | Pun                  |                      |                      |
| 2015-2016  | Chiefs de Spokane                 | LHOu       | 2   | 0                | 2                | 2                | 0                | -                | - | -                    | -                    | -                    |                      |                      |
| 2016-2017  | Chiefs de Spokane                 | LHOu       | 66  | 5                | 27               | 32               | 22               | -                | - | -                    | -                    | -                    |                      |                      |
| 2017-2018  | Chiefs de Spokane                 | LHOu       | 69  | 14               | 59               | 73               | 30               | 7                | 2 | 5                    | 7                    | 2                    |                      |                      |
| 2018-2019  | Chiefs de Spokane                 | LHOu       | 57  | 7                | 62               | 69               | 33               | 15               | 1 | 8                    | 9                    | 6                    |                      |                      |
| 2019-2020  | Chiefs de Spokane                 | LHOu       | 46  | 19               | 40               | 59               | 42               | -                | - | -                    | -                    | -                    |                      |                      |
| 2020-2021  | Devils du New Jersey              | LNH        | 48  | 2                | 21               | 23               | 22               | -                | - | -                    | -                    | -                    |                      |                      |
| 2021-2022  | Devils du New Jersey              | LNH        | 66  | 5                | 15               | 20               | 22               | -                | - | -                    | -                    | -                    |                      |                      |
| 2022-2023  | Penguins de Pittsburgh            | LNH        | 9   | 1                | 3                | 4                | 4                | -                | - | -                    | -                    | -                    |                      |                      |
| 2022-2023  | Penguins de Wilkes-Barre/Scranton | LAH        | 39  | 7                | 17               | 24               | 20               | -                | - | -                    | -                    | -                    |                      |                      |
| Totaux LNH | Totaux LNH                        | Totaux LNH | 123 | 8                | 39               | 47               | 48               | -                | - | -                    | -                    | -                    |                      |                      |

### En équipe nationale
| Année | Compétition                                |   | PJ | B | A | Pts | Pun           |  | Résultat |
| 2017  | Défi mondial des moins de 17 ans de hockey | 6 | 2  | 2 | 4 | 2   | 7e place      |  |          |
| 2017  | Championnat du monde -18 ans               | 5 | 0  | 1 | 1 | 4   | 5e place      |  |          |
| 2017  | Ivan Hlinka moins de 18 ans                | 5 | 0  | 3 | 3 | 0   | Médaille d'or |  |          |
| 2018  | Championnat du monde -18 ans               | 5 | 0  | 0 | 0 | 4   | 5e place      |  |          |
| 2019  | Championnat du monde junior                | 5 | 0  | 3 | 3 | 0   | 6e place      |  |          |

## Trophées et honneurs personnels

### Ligue nationale de hockey
- 2020-2021 : sélectionné dans l'équipe d'étoiles recrues de la LNH